# Nowy Zbrachlin
Nowy Zbrachlin – wieś w Polsce położona w województwie kujawsko-pomorskim, w powiecie aleksandrowskim, w gminie Waganiec.

## Podział administracyjny
W latach 1975–1998 miejscowość administracyjnie należała do województwa włocławskiego. Wieś sołecka – zobacz jednostki pomocnicze gminy Waganiec w BIP.

## Demografia
W roku 2009 liczył 279 mieszkańców. Według Narodowego Spisu Powszechnego (III 2011 r.) było ich 289. Jest czwartą co do wielkości miejscowością gminy Waganiec.